# Paulette Pax
Pour les articles homonymes, voir Pax.
Paulette Louise Ménard dite Paulette Pax,, née le 4 octobre 1886 dans le 17e arrondissement de Paris et morte le 17 juin 1942 dans le même arrondissement, est une actrice et metteuse en scène française.

## Biographie
Paulette Pax co-dirige le Théâtre de l'Œuvre de 1929 jusqu'à sa mort, succédant à Lugné-Poe.
C'est elle qui découvre Blanchette Brunoy et la fait débuter en 1935 dans Nationale 6.
Elle est inhumée au cimetière des Batignolles (division 27).

## Théâtre

### Comédienne
Liste non exhaustive des pièces jouées par Paulette Pax :
- 1920 : La Couronne de carton de Jean Sarment
- 1921 : La Gloire de Maurice Rostand
- 1921 : Oncle Vania d'Anton Tchekhov, sous la direction de Georges Pitoëff
- 1922 : La Mort de Molière de Maurice Rostand
- 1923 : L'Éveil du fauve d'Edward Knoblauch
- 1924 : Jeanne d'Arc de Charles Péguy, sous la direction de Fernand Crommelynck
- 1925 : Tripes d'or de Fernand Crommelynck, sous la direction de Louis Jouvet
- 1926 : Sardanapale, sous la direction de Georges Pitoëff
- 1926 : L'Absolution de José Germain
- 1926 : Comme ci (ou comme ça) de Luigi Pirandello, sous la direction de Georges Pitoëff
- 1927 : La Grande Catherine de George Bernard Shaw
- 1929 : Les Trois Sœurs d'Anton Tchekhov, sous la direction de Georges Pitoëff
- 1935 : La Complainte de Pranzini et de Thérèse de Lisieux d'Henri Ghéon, sous la direction de Georges Pitoëff
- 1936 : Dame Nature d'André Birabeau, sous la direction de Paulette Pax, au Théâtre de l'Œuvre
- 1939 : La Dame aux camélias d'Alexandre Dumas fils, sous la direction de Georges Pitoëff
- 1940 : Juliette de Jean Bassan, au théâtre de l'Oeuvre
- 1941 : L'Amazone aux bas bleus d'Albert Boussac de Saint-Marc, sous la direction de Paulette Pax

### Metteuse en scène
- 1932 : L'Hermine de Jean Anouilh
- 1933 : Milmort de Paul Demasy
- 1934 : Une femme libre d'Armand Salacrou, mise en scène Paulette Pax
- 1935 : Dame nature d'André Birabeau, au Théâtre de l'Œuvre
- 1936 : Un homme comme les autres d'Armand Salacrou, avec Jean-Louis Barrault, au Théâtre de l'Œuvre
- 1937 : Les Indifférents d'Alberto Moravia
- 1938 : Je vivrai un grand amour de Steve Passeur
- 1938 : Le Jardin d'Ispahan de Jean-Jacques Bernard

## Filmographie
- 1924 : Cousin Pons de Jacques Robert - La Cibot
- 1938 : Le Roman de Werther de Max Ophüls : Tante Emma
- 1938 : Gibraltar de Fedor Ozep : Mme Nichols
- 1939 : L'Esclave blanche  de Marc Sorkin : l'amie de Safète

## Publication
- Journal d'une comédienne française sous la terreur bolchevik, 1917-1918, par Paulette Pax, L'Édition, 1919.

## Distinctions

### Décorations
- Médaille de la Reconnaissance française (vermeil) en 1919.
- Chevalier de la Légion d'honneur en 1935.